# 4577 Chikako
4577 Chikako è un asteroide della fascia principale. Scoperto nel 1988, presenta un'orbita caratterizzata da un semiasse maggiore pari a 2,6267453 UA e da un'eccentricità di 0,2873748, inclinata di 9,41433° rispetto all'eclittica.